# Acid android live 2011
『acid android live 2011』（アシッド アンドロイド ライヴ にせんじゅういち）は、日本のロックバンド・L'Arc〜en〜Cielのドラマー、yukihiroのソロプロジェクトであるacid androidのライヴビデオ。2011年12月14日発売。発発売元はDanger Crue Records内の自主レーベル、track on drugs records。

## 解説
ライヴビデオ『acid android live 2010』以来約10ヶ月ぶり4作目となる映像作品のリリース。
本作は、2011年8月4日にCLUB CITTA'で開催したワンマンライヴ「acid android live 2011」を収録したライヴビデオとなっている。また、本作は完全生産限定盤（DVD）の1形態でリリースされており、未発表ライヴ写真に加え、ソロ活動を追ったドキュメント文章が掲載されたスペシャルブックレットが付属している。

## 収録曲
1. chaotic equal thing
2. let's dance
3. imagining noises
4. double dare
5. relation
6. chill
7. useless action
8. clockwork dance
9. gamble
10. balancing doll:1.02
11. a moon tomorrow
12. egotistic ideal
13. enmity
14. rtn2010
15. daze
16. violator:1.02
17. i.w.o.m.f.p.p just an android
18. violent parade